# Walhampton
Walhampton – przysiółek w Anglii, w hrabstwie Hampshire. Leży 1,3 km od miasta Lymington, 37 km od miasta Winchester i 131,3 km od Londynu. W 2016 miejscowość liczyła 581 mieszkańców. Walhampton jest wspomniana w Domesday Book (1086) jako Wolnetune.